# Pyrrhon von Elis

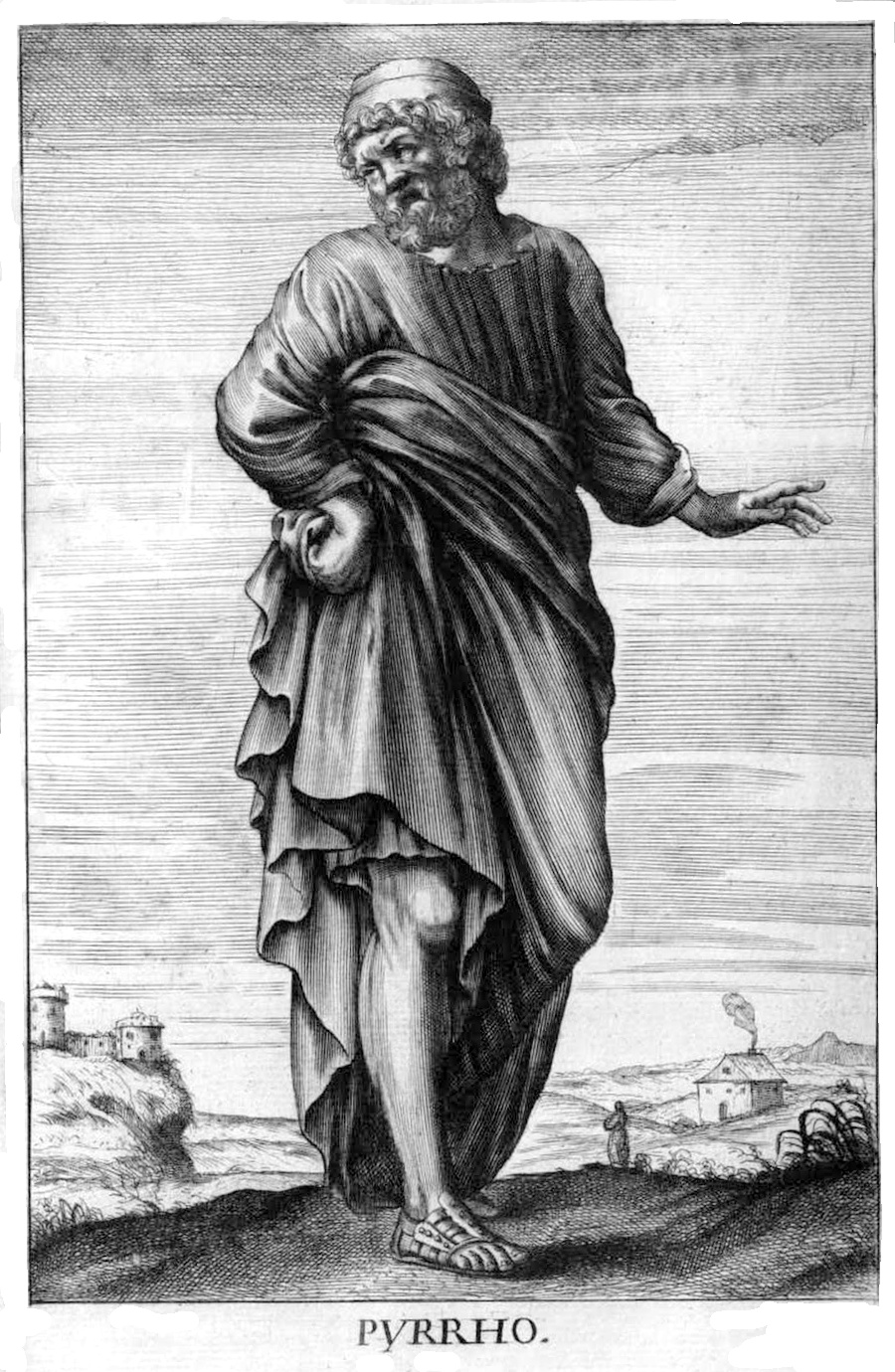
Pyrrhon von Elis (Phantasieabbildung)

Pyrrhon von Elis (altgriechisch Πύρρων Pýrrhōn; * um 362 v. Chr. in Elis; † um 270–275 v. Chr.) war ein antiker griechischer Philosoph. Er war der Stifter der älteren skeptischen Schule.
Die nach ihm benannte „pyrrhonische Skepsis“, eine der zwei Hauptrichtungen des antiken Skeptizismus, wird seit Michel de Montaigne und Blaise Pascal Pyrrhonismus genannt. Die Lehre war mindestens bis zum Ende des 2. Jahrhunderts n. Chr. lebendig; die jüngere, „akademische“, Skepsis, die im 3. Jahrhundert v. Chr. durch Arkesilaos in der Platonischen Akademie aufkam und von Karneades weitergeführt wurde, erwies sich als weniger langlebig.
Pyrrhon steht in der Ethik auf der Seite der rigorosen älteren Stoiker, die nur die Tugend selbst als gut anerkennen. In der Neuzeit wird Pyrrhons Name oft als ein Symbol für den Zweifel (griech. skepsis) schlechthin gebraucht. Insbesondere durch Diogenes Laertios sind eine Reihe von Anekdoten überliefert, die Pyrrhons Art des Denkens zu veranschaulichen suchen. Von Diogenes Laertius liegt daneben eine recht ausführliche Lebensbeschreibung Pyrrhons vor.

## Leben

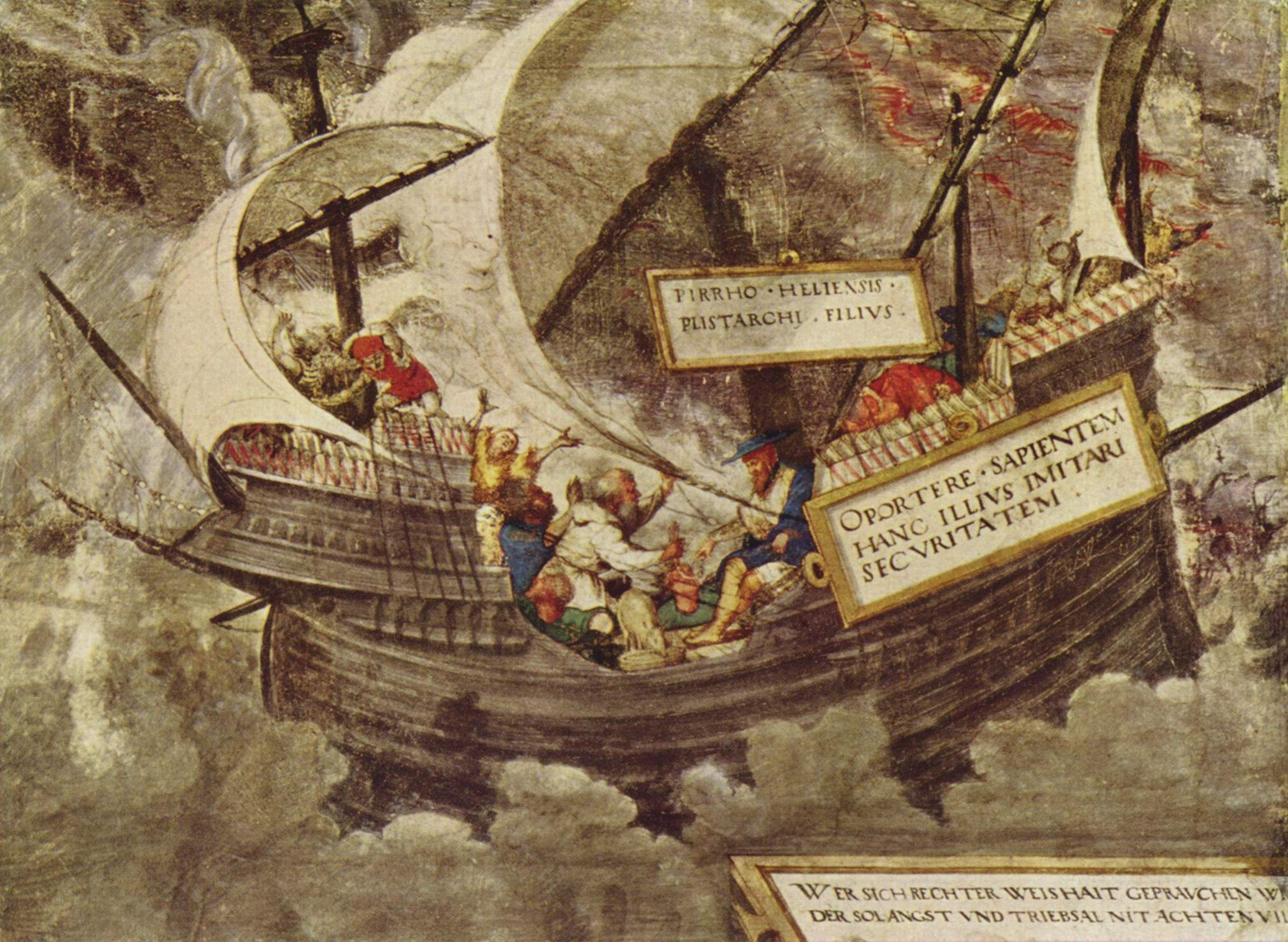
Pyrrhon in stürmischer See, Gemälde des Petrarcameisters, 16. Jahrhundert

Pyrrhon stammte aus Elis auf der nordwestlichen Peloponnes im Ionischen Meer. Diogenes Laertios schreibt, er sei der Sohn des Pleistarchos gewesen, was schon Diokles berichtet habe. Nach der Chronik des Apollodoros sei er zunächst ein armer und unbekannter Maler gewesen. Er habe im Gymnasium von Elis Fackelträger gemalt und diese Bilder mäßiger Qualität in der Turnhalle ausgestellt. Er habe eine Schwester namens Philista gehabt, die Hebamme gewesen sei und zu der er sich sehr rücksichtsvoll verhalten habe, „denn er trug selbst vorkommendenfalls kleine Vögel und Schweinchen zum Verkauf nach dem Markt wie er denn auch das ganze Geschäft der Reinigung des Hauses unterschiedslos auf sich nahm.“ Ansonsten habe er sich der Geselligkeit entzogen und die Einsamkeit gesucht, „so dass die Hausgenossen ihn nur selten sahen“.
Durch Bryson von Herakleia, einen Schüler Stilpons, sei Pyrrhon auf das Werk des Demokrit und die Philosophie aufmerksam geworden. Er soll Demokrit und dessen ethische Ideale von innerer Harmonie hoch geschätzt haben. „Wie auch Alexandros in den Abstammungen“ sage, sei er darauf dem Anaxarchos von Abdera gefolgt, habe mit ihm an den Feldzügen Alexander des Großen teilgenommen und sei mit ihm „bis zu den Gymnosophisten“ nach Indien gereist, wo er mit Asketen und Magiern zusammengetroffen sei. Die Asienfeldzüge Alexanders begannen 334 v. Chr.; um 327 v. Chr. rückte er bis Indien vor.
Auf Alexander den Großen soll Pyrrhon ein Gedicht verfasst und dafür 1000 Goldstücke erhalten haben. Diogenes Laertios rühmt Pyrrhons Anspruchslosigkeit und Zufriedenheit, aber auch seine innere Unangefochtenheit und das Selbstbewusstsein, mit dem er gegenüber Alexander dem Großen auftrat. Obwohl er in seiner Jugend selbst leicht erregbar gewesen sei, habe ihn später nichts aus der Fassung bringen können; selbst wenn sich jemand mitten in einer Diskussion entfernte, habe er seine Rede unbeirrt zu Ende geführt.
Die Reise nach Indien, das Studium der östlichen Philosophie und das Erlebnis der Körperbeherrschung und der Härte der Übungen der Gymnosophisten und Asketen mögen ihn inspiriert haben, sich von seiner bisherigen Lebensführung zu verabschieden. So lernte er wahrscheinlich Kalanos kennen, einen indischen Asketen und vielleicht buddhistischen Philosoph, der den Alexanderzug einige Jahre begleitete und dort schließlich einen stoischen Freitod beging, der die Makedonen nachhaltig beeindruckte.
Es folgte seine Rückkehr nach Elis, wo er eine Schule gründete und „dort arm, ruhigen Gemütes, bis ins hohe Alter“ lebte. Pyrrhon soll in der Bevölkerung ein hohes Ansehen genossen haben – auch bei den Athenern, die ihm das Bürgerrecht verliehen hätten. Man habe ihn zum Oberpriester gewählt und seinetwillen allen Philosophen Steuerfreiheit gewährt. Viele Bürger hätten ihm in Bezug auf seine Zurückhaltung von öffentlicher Tätigkeit nachgeeifert.
Antigonos von Karystos berichtet, Pyrrhon habe sich im Alltag konsequent jeden Urteils enthalten. Er sei vor nichts ausgewichen und habe keinerlei Vorsicht gekannt. Alles sei ihm gleichgültig gewesen, er habe der Wahrnehmung keinen Einfluss auf sein Verhalten zugestanden. Oft habe er sich ohne Vorplanung auf Reisen begeben, nur seinen Schülern, die ihn begleiteten, habe er sein Überleben zu verdanken; weigerte er sich doch, entgegenkommenden Wagen, steilen Abhängen oder bissigen Hunden auszuweichen. Als Anaxarchos einmal in einen Sumpf gefallen war, sei er unbeirrt seines Weges weiter gegangen, ohne ihm zu helfen – ein Verhalten, das ihm manchen Tadel eingebracht, von Anaxarchos aber ausdrücklich gelobt worden sei. Dieser Darstellung lässt Diogenes allerdings eine andere Überlieferung folgen: Ainesidemos habe dargelegt, dass Pyrrhon zwar in seiner Philosophie die Urteilsenthaltung gelehrt, selbst aber nicht unvorsichtig gehandelt habe. Als man ihn einmal dabei überraschte, wie er sich mit sich selbst unterhielt und man ihn nach der Ursache fragte, habe er erwidert, er befleißige sich, ein umgänglicher Mensch zu werden. Auch sei Pyrrhon einmal, von einem Hund verfolgt, auf einen Baum geklettert. Als die Anwesenden ihn auslachten, habe er gesagt, es sei „schwierig, den Menschen abzulegen“.
Eine der vielen Anekdoten, die Diogenes Laertios über Pyrrhon zusammengetragen hat, erzählt von einer Überfahrt Pyrrhons im Ionischen Meer während eines starken Sturms. Die Schiffsbesatzung fürchtete sich zu Tode. Pyrrhon selbst blieb ganz ruhig und wies auf ein unbeeindruckt weiter fressendes Schweinchen mit den Worten hin, dass diese Unerschütterlichkeit und Seelenruhe ein Muster für das Verhalten von Weisen sei. Diese Anekdote ist vielfältig rezipiert und kommentiert worden, beispielsweise von Michel de Montaigne, dessen Skeptizismus ausdrücklich auf „pyrrhonischem Denken“ fußt. Bei ihm ist die Anekdote ein Beispiel dafür, dass die Vernunft weniger gegen die Übel auszurichten vermag als natürliche Gewohnheiten.  Im Gegensatz dazu versieht Hegel sie mit dem knappen Nachsatz, die empfohlene Verhaltensweise der Ataraxie "müsse nicht schweinisch sein, sondern aus der Vernunft geboren".
Diogenes Laertios schien es, Pyrrhon habe den besten Weg philosophischer Betrachtungsweise gewählt, indem er – wie Askanios von Abdera gesagt habe – „dem Standpunkt der Unbegreiflichkeit der Dinge und der Zurückhaltung des Urteils Eingang und Geltung verschaffte.“
Während seine Teilnahme am Alexanderzug als historisch angesehen wird, sind einzelne – vorgebliche oder tatsächliche – Erlebnisse Pyrrhons wahrscheinlich erzählerisch ausgestaltet worden. Die auf Diokles von Magnesia zurückgehende Nachricht hingegen, Pyrrhon habe den odrysischen König Kotys ermordet und sei deswegen von den Athenern mit dem Bürgerrecht geehrt worden, ist definitiv auf eine Verwechslung mit Python von Ainos zurückzuführen. Die Aussagen, die Bewohner von Elis hätten Pyrrhon zum Archiereus bestimmt und allen Philosophen Abgabefreiheit gewährt, gehen vermutlich auf Nausiphanes von Teos, einen Schüler Pyrrhons und Lehrer Epikurs zurück. Doch auch eine weitere Quelle bezeugt Pyrrhons angesehene Stellung in Elis: Der Perieget Pausanias schreibt nämlich, dass sich auf der Agora von Elis eine Statue und im nahe gelegenen Petra das Grabmal des Philosophen Pyrrhon befinde. Haake bescheinigt diesen Informationen ein hohes Maß an Glaubwürdigkeit, „weil dem Periegeten nicht die Intention von Philosophenbiographen eignet (sic!), ihre Helden in einem besonderen Licht erscheinen zu lassen.“ Es ist daher davon auszugehen, dass Pyrrhon in Elis eine angesehene Stellung innehatte, die sich in einer hohen kultischen Funktion manifestiert.
Als eine Art Witzfigur erscheint Pyrrhon in der von Lukian von Samosata um 165 n. Chr. verfassten Dialog-Satire Der zweimal Verklagte, in der Göttervater Zeus Rechtshändel der Irdischen zu erledigen versucht, unter anderem einen Rechtsstreit, den die Malerei gegen Pyrrhon angestrengt hatte. Aber Pyrrhon, der Skeptiker, erscheint erst gar nicht vor Gericht, da er sowieso davon überzeugt ist, dass es ein wahres Urteil nicht geben könne.
Die Inschrift einer auf das 4. Jahrhundert datierten Bronzeinschrift aus Olympia, in der ein damiorgos Phyrrhon erwähnt wird, beinhaltet ein Amnestiegesetz. Daher ist die von Emil Szanto (1898, S. 198 f. und 211 f.) vorgenommene Identifizierung des damiorgos (griech. Oberbeamter, evtl. Schiedsrichter) mit dem gleichnamigen Philosophen wieder verworfen worden.

## Lehre
Pyrrhons Lehre wurde „pyrrhonische Skepsis“ oder Pyrrhonismus, seine Anhänger „Pyrrhoneer“ genannt.
Skepsis gegenüber den Sinnesorganen war in der antiken Philosophie nichts Neues. Leugneten Parmenides und Platon den Erkenntniswert der Wahrnehmungen und waren Sophisten wie Protagoras durch das Unklare und die offensichtlichen Widersprüche der Sinneswahrnehmungen zu einem Subjektivismus gelangt, so dehnte Pyrrhon diese Erkenntnisse auf Moral und Logik aus und stellte den Zweifel (griech. skepsis) in den Mittelpunkt seines Denkens.
Pyrrhon entwickelte nicht etwa ein die Welt erklärendes philosophisches System, sondern er forderte eine kritische Denkhaltung, also die Skepsis und beschrieb nach Timon die Philosophie mit den drei durch das Ziel der Eudaimonie bestimmten Fragen:
1. Welches ist die Beschaffenheit der Dinge?
2. Wie haben wir uns folgerecht zu ihnen zu verhalten?
3. Was erlangen wir durch dieses Verhalten?

Während sich der Dogmatiker für eine beste Lehre als die allein richtige entscheidet, geht die Lehre Pyrrhons davon aus, dass es keine Erkenntnis der Dinge gibt, weshalb Urteilsenthaltung das angemessene Verhalten sei. Danach ist vor allem im Bereich der Ethik alles, was die Menschen tun, nicht per se ehrenwert oder gemein, gerecht oder ungerecht, sondern nur der (jeweiligen) Konvention und Sitte nach. Deshalb sei es die Aufgabe des Philosophen, sich des Urteils in diesen und anderen Dingen zu enthalten.
Pyrrhon und seine Anhänger begründeten eine philosophische Schule, die sich ein Denken ohne Skepsis, also ohne Zweifel und Bedenken aller Art, nicht vorstellen konnte. Sie erhoben den Zweifel zum Denkprinzip und stellten damit die Möglichkeit in Frage, auf irgendeine Art und Weise zu einer „sicheren“ Erkenntnis von der Welt gelangen zu können. Gleichgültigkeit ist der Leitbegriff des Pyrrhonismus, sowohl in moralischer Hinsicht als auch vom Standpunkt der Erkenntnis aus.
Diese Überzeugungen entsprechen der Lehre des Demokrit-Schülers Anaxarchos, Metrodoros von Chios, der seine Schrift Über die Natur mit den Worten begann: „Wir wissen nichts, nicht einmal dies, ob wir etwas wissen oder nichts wissen.“

### Pyrrhonische Skepsis
Pyrrhons Lehre wurde vor allem von seinem Schüler, dem Sillendichter Timon von Phleius, aufgezeichnet, fortgeführt und weiterentwickelt. Nach ihm lehrte Pyrrhon, dass die Dinge gleichermaßen indifferent, unstabil und nicht beurteilbar seien und deshalb weder unsere Wahrnehmungen noch unsere Meinungen Wahres oder Falsches über sie aussagen könnten. Aus diesem Grunde solle man Meinungen nicht trauen, sondern frei von ihnen, unbeugsam und unerschütterlich von jeglichem Ding sagen, dass es nicht mehr ist als nicht ist. In bitteren Spottgedichten griff Timon alle dogmatischen Schulen an: Aus dem Zusammenwirken trügerischer Sinne und trügenden Verstandes entstehe keine Wahrheit.
Pyrrhon steht in der Geschichte der Philosophie für die radikalste Ausprägung des Skeptizismus. Seine Wirkung verdankte Pyrrhon ganz überwiegend der Art, wie er seine Philosophie in seinem Lebenswandel verkörpert haben soll und damit Schüler wie Gegner (z. B. Epikur) beeindruckte. Bezeichnend ist hierbei, dass in der späteren Darstellung der pyrrhonischen Skepsis von Sextus Empiricus dieses Element fehlt, das heißt die Lebensführung zu einer am Alltäglichen orientierten wird.
Aulus Gellius (2. Jahrhundert n. Chr.) ist der früheste Autor, der bezeugt, pyrrhonische Philosophen würden „skeptikoi“ genannt, und der beobachtete, dass die Bezeichnung auch für die Akademiker gebraucht wurde.
Zum Begründer der Skepsis beziehungsweise des philosophischen Skeptizismus wurde Pyrrhon durch die von ihm vertretene Ansicht, dass der Wahrheitsgehalt weder unserer Sinneswahrnehmungen noch unserer Urteile eindeutig feststellbar sei. Aus diesem Sachverhalt folgt für Pyrrhon, der Weise müsse sich jeden Urteils enthalten (die sogenannte Epoché). Das ethische Ziel dieser Haltung besteht in der Seelenruhe (Ataraxie), die nach Pyrrhon einzige erreichbare Glückseligkeit (Eudaimonie). Die Skeptiker machten sich den Satz des Sophisten Protagoras Der Mensch ist das Maß aller Dinge ganz zu eigen. Für sie war von Natur aus nichts richtig oder falsch, gerecht oder ungerecht, schön oder hässlich. Bei diesen Urteilen handelte es sich für sie lediglich um menschliche Konventionen, die naturgegeben jederzeit änder- oder aufhebbar seien. Es komme dabei allein auf die Umstände und den jeweiligen Blickwinkel an. So scheine ein einzelnes Sandkorn hart, ein Sandhaufen hingegen weich und nachgiebig.
An Pyrrhons Lehre anknüpfend begründete im 1. Jahrhundert v. Chr. Ainesidemos den Neupyrrhonismus.
Seit dem Ende des dritten nachchristlichen Jahrhunderts war der pyrrhonische Skeptizismus in Vergessenheit geraten; das Mittelalter kannte durch Cicero und Augustin nur den akademischen Skeptizismus. 1562 veröffentlichte der Buchdrucker und Verleger Henri Estienne (stephanus) eine lateinische Übersetzung vom Grundriß der pyrrhonischen Skepsis des Sextus Empiricus, der 1569 dessen durch den französischen Gegenreformator Gentian Hervet besorgte lateinische Gesamtausgabe folgte. 1575/76 entstand Michel de Montaignes Apologie; unter anderem nach Richard H. Popkin und Friedo Ricken war Montaignes Pyrrhonismus einer der entscheidenden Faktoren für die Entstehung der neuzeitlichen Philosophie. Im Anschluss an Sextus bezweifelt Montaigne unter anderem die Zuverlässigkeit der Sinne, die Wahrheit der ersten Prinzipien und die Gültigkeit eines Wahrheitskriteriums. Diesen Punkt wiederum entfaltet David Hume, der der Auffassung ist, dass kein Problem sich mit Hilfe der Vernunft lösen lasse. Die Vernunft sei nicht imstande, eine Entscheidung zwischen miteinander unvereinbaren Aussagen zu treffen.
Neben dem stoischen Terminus Apatheia ist auch der Begriff der Ataraxie überliefert. In den Schriften des Sextus Empiricus bezeichnet die Ataraxie aber eigentlich das Ziel der Ethik, das jedoch nicht direkt erstrebt werden kann, da jedes Streben danach, ja schon jede dogmatische Lehre über das Wesen der Ataraxie eben eine Erschütterung und damit Zerstörung der Seelenruhe bedeuten würde. Daher sagen die Neupyrrhoneer, die Ataraxie folge der Urteilsenthaltung (epoché) „wie der Schatten“. Man gelange „zufällig“ zur Seelenruhe, indem man sich in allen Entscheidungen des Urteils enthalte und so dem Hin- und Hergerissensein entkomme.

### Abgrenzung zur Akademischen Skepsis
Sextus Empiricus hat in seiner Schrift Grundriss der pyrrhonischen Skepsis (I 220-235) versucht, den Unterschied zwischen pyrrhonischer und akademischer Skepsis darzulegen, bekundet indes Mühe, den Unterschied deutlich zu machen.
Möglicherweise wird auch deswegen – Sextus Empiricus stand mit seiner Erklärungsnot nicht allein und die skeptische Wendung der Akademie zur Urteilsenthaltung erschien ohne Pyrrhons Einfluss unmotiviert – bereits Arkesilaos mit Pyrrhon in Verbindung gebracht. Dass gleichwohl dieser Punkt als aufklärungswürdig erachtet wurde, geht unter anderem daraus hervor, dass Plutarch eine Schrift darüber verfasst haben soll und Gellius darauf hinweist, dass es sich um „eine alte und von vielen griechischen Schriftstellern behandelte Frage“ handele.
Ainesidemos formulierte den Unterschied zwischen Pyrrhoneern und Akademikern wie folgt: „Die Akademiker sind Dogmatiker und setzen das eine ohne Zweifel, anderes heben sie ohne Amphibolie auf; die Pyrrhoneer aber sind Aporetiker und von jeder Meinung befreit, jedenfalls hat keiner von ihnen weder gesagt, daß alles unerkennbar, noch daß es erkennbar ist, sondern daß es nicht eher von der einen Art als von der anderen...“
Der eigentliche Unterschied zwischen beiden Richtungen scheint in der Einschätzung des Status der Argumente begründet gewesen zu sein.

## Rezeption
Der pyrrhonischen Skepsis werden neben Pyrrhon von Elis auch Timon von Phleius und Numenios zugeordnet. Daneben hatte Pyrrhon eine Reihe namhafter Schüler und Anhänger, unter ihnen Eurylochos, Hekataios von Abdera und Nausiphanes von Teos.
Pyrrhons Prinzip des systematischen Zweifels und die Denkfigur der Urteilsenthaltung haben ansonsten unzählige Philosophen inspiriert, von Epikur über Michel de Montaigne und René Descartes bis hin zu Edmund Husserl (1859–1938).
Friedrich Nietzsche beschreibt in Der Wanderer und sein Schatten einen vom Skeptizismus erfüllten Dialog Pyrrhons mit einem Alten, der damit endet, dass Schweigen und Lachen die ganze Philosophie sei. Auch die Hauptfigur in Nietzsches Also sprach Zarathustra ist vom Skeptizismus erfüllt.
Der englische Bischof George Berkeley ging noch einen Schritt weiter und leugnete nicht nur, dass wir etwas von der Wirklichkeit wissen können, sondern, dass es überhaupt eine von unserer Wahrnehmung unabhängige Außenwelt gebe. „Sein“ ist nichts anderes als „Wahrgenommenwerden“, so Berkeley. Der Astronom Theodosios von Bithynien sprach sich dagegen aus, den Skeptizismus nach Pyrrhon zu benennen. Er nahm Pyrrhons Lehre völlig beim Wort und führte aus, keiner kenne schließlich die Gedanken der anderen, und so könne auch niemand sicher wissen, was Pyrrhon in Wahrheit gedacht habe.
Auf den pyrrhonischen Skeptizismus berief sich auch der deutsche Philosoph und Essayist Odo Marquard.